# Pristomerus eiphasos
Pristomerus eiphasos är en stekelart som beskrevs av Ian D. Gauld 2000. Pristomerus eiphasos ingår i släktet Pristomerus och familjen brokparasitsteklar. Inga underarter finns listade i Catalogue of Life.